# Каменское сельское поселение (Брянская область)
Каменское се́льское поселе́ние — упразднённое муниципальное образование в Стародубском районе Брянской области Российской Федерации.
Административный центр — деревня Камень.

## История
Статус и границы сельского поселения установлены Законом Брянской области от 9 марта 2005 года № 3-З «О наделении муниципальных образований статусом городского округа, муниципального района, городского поселения, сельского поселения и установлении границ муниципальных образований в Брянской области».
Законом Брянской области от 8 мая 2019 года Каменское сельское поселение было упразднено и включено в Воронокское сельское поселение.

## Население
| 2010  | 2011  | 2012  | 2013  | 2014  | 2015  | 2016  |
| ----- | ----- | ----- | ----- | ----- | ----- | ----- |
| 1744  | ↘1730 | ↘1668 | ↘1667 | ↘1588 | ↘1535 | ↘1495 |
| 2017  | 2018  | 2019  |       |       |       |       |
| ↘1469 | ↘1443 | ↘1438 |       |       |       |       |

## Населённые пункты
| № | Населённый пункт | Тип     | Население |
| - | ---------------- | ------- | --------- |
| 1 | Истровка         | деревня | ↘18       |
| 2 | Камень           | деревня | ↘293      |
| 3 | Крюков           | деревня | ↘297      |
| 4 | Логоватое        | село    | →302      |
| 5 | Нижнее           | село    | ↘404      |
| 6 | Чубковичи        | село    | ↘353      |

### Упразднённые населённые пункты
Посёлки Белоусов и Ойстрица, исключённые из учётных данных в 2011 году.